# Ullersätter
Ullersätter is een plaats in de gemeente Lindesberg in het landschap Västmanland en de provincie Örebro län in Zweden. De plaats heeft 97 inwoners (2005) en een oppervlakte van 21 hectare.